# Lobocleta
Lobocleta là một chi bướm đêm thuộc họ Geometridae.